# امتیازنامه دارسی
امتیازنامهٔ دارسی، منعقدشده در ۱۹۰۱ برابر با ۱۲۸۰ خورشیدی برای مدت شصت سال، امتیازی بود که به موجب آن ویلیام ناکس دارسی حق انحصاری برای جستجو و بهره‌برداری از نفت، گاز طبیعی، آسفالت و اوزوکریت را در سه چهارم مساحت کشور، مناطقی به وسعت ۱٬۲۴۲٬۰۰۰ کیلومتر مربع دریافت کرد. مظفرالدین شاه در برابر این حق انحصاری مبلغ بیست هزار پوند پول نقد (برای سفر به اروپا)، بیست هزار پوند سهام شرکت و ۱۶ درصد از سود سالیانه را دریافت می‌کرد.
در ۱۹۱۱، بریتانیا ناوگان خود را از زغال‌سنگ به نفت‌سوز تبدیل کرد و در ۱۹۱۴، دولت بریتانیا ۵۱ درصد از سهام شرکت را خرید و با این کار عملاً شرکت را به شرکت ملی نفت انگلیس تبدیل کرد. هر ساله مقادیر زیادی نفت را به قیمت خیلی نازل در اختیار ناوگان بریتانیا قرار می‌دادند. از طرفی شرکت نفت ایران و انگلیس در بریتانیا ثبت شده بود و سود مربوط پس از اخذ مالیات توسط دولت بریتانیا به ایران پرداخت می‌شد و معلوم شده بود که سهم پرداختی به ایران از مالیات پرداختی به دولت بریتانیا کمتر است. تیمورتاش بارها برای افزایش سهم ایران مذاکره کرد ولی به نتیجه نرسید. پس از آنکه در سال ۱۹۳۲، شرکت سهم ایران را حدود ۳۳۶٬۰۰۰ لیره اعلام کرد درحالی‌که دولت بریتانیا یک میلیون لیره از آن مالیات گرفته بود، بهانه به‌دست رضاشاه افتاد تا امتیاز را در نوامبر ۱۹۳۲، لغو کند ولی بریتانیا با بردن قرارداد به دادگاه لاهه و تهدید به حمله نظامی ایران را مجبور به امضای قرارداد جدیدی کرد که قرارداد ۱۹۳۳ نام گرفت. در آن قرارداد بنا شد در عوض درصدی از سود به ازای هر تن نفت چهار شیلینگ به ایران داده شود تا نوسانات بازار نفت امنیت داشته باشد و به کارکنان ایرانی اجازه داده شود مثل انگلیسی‌ها و هندی‌ها بتوانند سرکارگر بشوند. سهم نهایی در نهایت حدود ۷۵۰٬۰۰۰ لیره در سال می‌شد که همچنان مبلغ کمی بود، هم‌چنین به زمان امتیاز ۳۲ سال  افزوده شد و عملا تا پایان سال ۱۹۹۳ تمدید شد. هرچند به دلایل سیاسی، جنگ جهانی دوم و ضعف نظامی و اقتصادی ایران، رهایی از این قرارداد تا ۱۹۵۲ یا ۱۳۳۱ خورشیدی، طول کشید که با ملی‌کردن نفت به‌عنوان راه خروجی از امتیازنامه به کار گرفته شد.

## پیش‌زمینه
از قدیم الایام سه معدن نفت در شوستر، قصرشیرین و دالکی (در حوالی بوشهر) فعال بودند و از آنها قیر و نفت برای مالیدن به پوست شترها برای جلوگیری از رشد انگل‌های پوستی، آب‌بندی چوب و قایق‌های ماهیگیری و ضماد یا روغن سیاه برای مالیدن بر روی دمل استخراج و صادر می‌شد. دولت مرکزی این معادن را به اشخاص خصوصی اجاره می‌داد.

## امتیازنامه
از طرف ایران مظفرالدین‌شاه، امین‌السلطان، میرزا نصرالله مشیرالدوله و نظام‌الدین مهندس‌الممالک غفاری قرارداد را امضا کردند. مظفرالدین‌شاه این امتیازنامهٔ ۱۸ ماده‌ای را در کاخ صاحبقرانیه در تاریخ ۲۸ مه ۱۹۰۱ میلادی، برابر با ۷ خرداد ۱۲۸۰ خورشیدی، امضا نمود.
دولت ایران آنتوان کتابچی (که خودش دلال قرارداد نفت دارسی بود) و پسرش ونسان کتابچی را به‌عنوان کمیسر نفت معرفی کرد. او از دانش خود از دربار، دولت و مقامات مذهبی ایران استفاده کرد تا اطمینان حاصل کند که امتیاز نفت به سرنوشت امتیاز تنباکو در ده سال قبل دچار نشود. او قبل از بازگشت به اروپا، دارسی را مجبور کرد که سه پسرش را استخدام کند: پل کتابچی در تهران به عنوان رابط با دولت ایران، وینسنت کتابچی در لندن به عنوان رابط با دارسی و ادوارد کتابچی در قصرشیرین به‌عنوان دستیار مهندس جورج برنارد رینولدز، مسئول اکتشاف نفت.
شرکت نفت دارسی، پس از هفت سال، سرانجام در ۲۶ مه ۱۹۰۸ میلادی در مسجدسلیمان به نفت رسید.
براساس این قرارداد، امتیاز استخراج و بهره‌برداری از نفت در سراسر ایران به استثنای ایالات شمالی شامل گیلان، مازندران، گرگان، خراسان و آذربایجان برای مدت ۶۰ سال به دارسی واگذار گردید.
همچنین بر اساس این قرارداد، دارسی متعهد گردید ظرف دو سال، شرکت یا شرکت‌هایی برای بهره‌برداری از این امتیازات تأسیس نماید و سالیانه مبلغ ۲۰٬۰۰۰ لیره وجه نقد و معادل همین مبلغ از سهام شرکت و نیز ۱۶ درصد از منافع خالص خود را به دولت ایران بپردازد.

### مفاد ۱۸ گانه
«ماده ۱.» دولت اعلیحضرت شاه به صاحب امتیاز، امتیاز ویژه و انحصاری برای جستجو، به دست آوردن، بهره‌برداری، توسعه، مناسب‌ساختن برای تجارت، حمل و فروش گاز طبیعی نفت، آسفالت و اوزوکریت در سراسر قلمرو امپراتوری ایران برای مدت شصت سال از تاریخ این قرارداد می‌دهد.
«ماده ۲.» این امتیاز شامل حق انحصاری اجرای خطوط لوله لازم از ذخایری است که در آن یک یا چند محصول مذکور تا خلیج فارس یافت می‌شود و همچنین انشعابات توزیعی لازم. همچنین شامل حق احداث و نگهداری کلیه چاه‌ها، مخازن، ایستگاه‌ها، خدمات پمپاژ، خدمات انباشتگی و خدمات توزیع، کارخانه‌ها و سایر کارها و ترتیباتی است که ممکن است ضروری تشخیص داده شود.
«ماده ۳.» دولت شاهنشاهی ایران کلیه اراضی غیر زیر کشت متعلق به دولت را که مهندسان صاحب امتیاز ممکن است برای ساخت کل یا قسمتی از کارهای یادشده لازم بدانند به صاحب امتیاز به‌طور بلاعوض اعطا می‌کند. در مورد زمین‌های زیر کشت متعلق به دولت، صاحب امتیاز باید آنها را به قیمت منصفانه و جاری استان خریداری کند. همچنین دولت به صاحب امتیاز این حق را می‌دهد که پس از اخذ رضایت مالکان، تمام و هر زمین یا ساختمان دیگری را که برای این منظور ضروری است، در شرایطی که بین او و آنها ترتیب داده شود بدون اینکه آنها اجازه داشته باشند قیمت غیرعادی مطالبه کنند، تملک کند. اماکن مقدس با تمام وابستگی‌هایشان در شعاع ۲۰۰ قوس مستثنی هستند.
«ماده ۴.» از آنجایی که سه معدن نفت در شوستر، قصرشیرین و دلکی (در حوالی بوشهر) در حال حاضر به اشخاص خصوصی اجاره داده می‌شود و سالانه دو هزار تومان برای دولت درآمد حاصل می‌کند، معادن یادشده جزء قرارداد هستند مشروط بر اینکه علاوه بر ۱۶ درصد مندرج در ماده ۱۰ امتیازدار هر سال مبلغ ثابتی معادل ۲۰۰۰ تومان را مضافاً به دولت شاهنشاهی بپردازد.
«ماده ۵.» مسیر خطوط لوله توسط صاحب امتیاز و مهندسان وی تعیین می‌شود.
«ماده ۶.» قرارداد شامل استان‌های آذربایجان، گیلان، مازندران، گلستان و خراسان، نیست مشروط به اینکه دولت شاهنشاهی ایران حق لوله‌کشی به جنوب از این مناطق را به شخص دیگری اعطا نکند.
«ماده ۷.» کلیه اراضی که توسط این هدایا به صاحب امتیاز اعطا می‌شود یا ممکن است توسط وی به ترتیب مقرر در مواد ۳ و ۴ تملک شود، و همچنین کلیه محصولات صادر شده از هرگونه عوارض و مالیات عاری. کلیه مواد و دستگاه‌های لازم برای اکتشاف و کار و توسعه کانسارها و احداث و توسعه خطوط لوله بدون هرگونه مالیات و عوارض گمرکی وارد ایران می‌شوند.
«ماده ۸.» صاحب امتیاز باید فوراً یک یا چند کارشناس را به منظور کاوش در منطقه ای که به عقیده او محصولات مذکور در آن وجود دارد و به هزینه خود به ایران اعزام کند. در صورتی که گزارش کارشناس به نظر صاحب امتیاز رضایت بخش باشد، وی بلافاصله و به هزینه خود کلیه کادر فنی لازم را به همراه کارخانه کار و ماشین آلات مورد نیاز برای حفاری چاه‌ها اعزام می‌کند.
«ماده ۹.» دولت شاهنشاهی ایران به صاحب امتیاز اجازه می‌دهد تا یک یا چند شرکت را برای اجرای امتیاز تأسیس کند. اسامی، اساسنامه و سرمایه شرکتهای مذکور توسط صاحب امتیاز تعیین خواهد شد و مدیران به انتخاب وی مشروط بر این است که در هنگام تشکیل هر شرکت، صاحب امتیاز این اطلاعات را به‌طور رسمی به اطلاع وی برساند. دولت امپراتوری، از طریق کمیسر امپراتوری، و «اساسنامه» را با اطلاعاتی در مورد مکان‌هایی که چنین شرکتی در آن حضور دارد، ارسال خواهد کرد. این شرکت یا شرکت‌ها از کلیه حقوق و امتیازات اعطا شده به صاحب امتیاز برخوردار خواهند بود، اما باید کلیه تعهدات و مسئولیت‌های وی را بر عهده بگیرند.
«ماده ۱۰.» در قرارداد بین صاحب امتیاز از یک طرف و شرکت از طرف دیگر مقرر می‌شود که ظرف مدت یک ماه از تاریخ تشکیل اولین شرکت بهره‌برداری به دولت شاهنشاهی ایران مبلغ ۲۰۰۰۰ استرلینگ نقدی و مبلغ اضافی ۲۰۰۰۰ لیره سهام پرداخت شود. همچنین سالانه معادل ۱۶ درصد سود خالص سالانه هر شرکت یا شرکتهایی که طبق ماده مذکور تشکیل می‌شود به دولت مذکور پرداخت شود.
«ماده ۱۱.» یک ناظر از طرف دولت تعیین می‌شود که صاحب امتیاز و مدیران شرکت‌هایی که قرار است تشکیل شوند، با او مشورت کنند. او باید همه و هر اطلاعات مفیدی را که در اختیار دارد ارائه کند و آنها را از بهترین مسیری که به نفع تعهد اتخاذ می‌شود آگاه کند. او با توافق با صاحب امتیاز، نظارتی را که برای حفظ منافع دولت شاهنشاهی مصلحت بداند ایجاد کند. اختیارات یادشده ناظر در «اساسنامه» شرکت‌های ایجاد شده مشخص می‌شود. صاحب امتیاز باید از تاریخ تشکیل اولین شرکت مبلغ سالانه ۱۰۰۰ لیره به‌عنوان حق‌الزحمه به ناظر پرداخت کند.
«ماده ۱۲.» کارگران شاغل در خدمت شرکت ایرانی خواهند بود، مگر کادر فنی از قبیل مدیران، مهندسان، محافظان و سرکارگران.
«ماده ۱۳.» در هر جایی که ساکنان کشور برای مصارف روزانه خود نفت استخراج می‌کنند، شرکت باید معادل آن نفت را رایگان به آنها عرضه بدهد. این مقدار باید طبق اظهارات خود آنها با نظارت مقامات محلی تعیین شود.
«ماده ۱۴.» دولت شاهنشاهی خود را متعهد می‌سازد که تمام اقدامات لازم را برای تضمین ایمنی و اجرای هدف این امتیاز کارخانه و دستگاه‌هایی که به آنها اشاره می‌شود، اتخاذ کند. اهداف شرکت و حمایت از نمایندگان، و خدمتگزاران شرکت. دولت شاهنشاهی پس از انجام تعهدات خود، صاحب امتیاز و شرکت‌های ایجاد شده توسط وی، به هر بهانه ای قدرت مطالبه خسارت از دولت ایران را نخواهند داشت.
«ماده ۱۵.» با انقضای مدت این امتیاز، کلیه ساختمان‌ها و دستگاه‌هایی که شرکت برای بهره‌برداری از صنعت خود استفاده می‌کند، به مالکیت دولت ایران در می‌آید و شرکت در این رابطه حق دریافت غرامت ندارند.
«ماده ۱۶.» اگر در مدت دو سال از تاریخ کنونی، صاحب امتیاز اولین شرکت‌های مذکور را که طبق ماده ۹ این موافقتنامه مجاز است تأسیس نکند، امتیاز حاضر باطل می‌شود.
«ماده ۱۷.» در صورت بروز اختلاف بین طرفین امتیاز حاضر در مورد تفسیر آن یا حقوق یا مسئولیت‌های یکی از طرفین آن، چنین اختلافی به دو داور در تهران تسلیم می‌شود که یکی از آنها توسط هر یک از طرفین تعیین می‌شود و آنها یک داور نهایی انتخاب می‌کنند که حکم او قطعیت خواهد داشت.
«ماده ۱۸.» امتیازنامه در دو نسخه به زبان فرانسوی نوشته شده و به فارسی نیز ترجمه شده‌است. در صورت وجود هرگونه اختلاف معنایی، متن فرانسوی غالب خواهد بود.

## حفاری برای نفت
حفاری واقعی تا پایان سال ۱۹۰۲ شروع نشد. شرایط کار به دلیل کمبود آب و غذا و وجود حشرات فراوان سخت بود، دما به ۴۸ درجه می‌رسید و تجهیزات اغلب خراب می‌شد. در سال ۱۹۰۳ نفت بسیار کمی پیدا شده بود و نگرانی دارسی از اتمام پول و هزینه‌های رو به افزایش بود که پس از خرج ۱۶۰٬۰۰۰ پوند به حداقل به ۱۲۰٬۰۰۰ پوند دیگر نیاز داشت. آشکار شد که دارسی یا باید وام بگیرد یا امتیاز را بفروشد.

### جست‌وجو برای بودجه
پس از مشاوره توسط توماس بوورتون ردوود، که در زمینه تحولات نفتی بین‌المللی بسیار آگاه بود، دارسی سعی کرد از دریاسالاری بریتانیا درخواست وام کند. این زمانی بود که نیروی دریایی انگلیس هنوز زغال‌سنگ می‌سوزاند و نیاز به نفت نداشت ولی وام در نهایت داده شد. مدت کوتاهی بعد چاه چیاسرخ، در اوایل سال ۱۹۰۴، مولد شد. اما تنها حدود ۲۰۰ گالن در روز تولید می‌کرد. با اینحال دارسی هنوز برای ادامه کار خود به پول نیاز داشت. دارسی مشغول جستجوی سرمایه‌گذاران شد و حتی شروع به جستجو در فرانسه برای سرمایه‌گذاران خارجی کرد، اما موفقیت چندانی نداشت. بدتر از آن، اندکی پس از برخورد آنها با نفت، چاه چیاسرخ خشک شد.

### مداخله نیروی دریایی بریتانیا
اگر دریاسالاری بریتانیا مداخله نمی‌کرد، دارسی امتیاز خود را به سرمایه‌گذاران خارجی می‌فروخت یا به کلی آن را از دست می‌داد و دست فرانسوی‌ها یا روس‌ها می‌افتاد.دریاسالاری بریتانیا تصمیم گرفت که مداخله کند و سعی کند یک سرمایه‌گذار برای کمک به دارسی و حفظ امتیاز تحت کنترل بریتانیا پیدا کند. یکی از راه‌هایی که آنها این کار را انجام دادند استفاده از یک جاسوس بریتانیایی به نام سیدنی رایلی بود که ظاهراً خود را به عنوان یک کشیش درآورده بود و دارسی را متقاعد کرد که بخش اعظم امتیاز خود را به شرکت «مسیحی خوب» بفروشد. آنها موفق شدند و با کمک ردوود توانستند با شرکتی به نام نفت برمه قراردادی منعقد کنند. دارسی و نفت برمه در لندن در سال ۱۹۰۵ قراردادی منعقد کردند؛ طبق آن سندیکای امتیازات با نام شرکت نفت ایران و انگلیس تأسیس شد.

### حرکت به سمت جنوب غرب
با تأمین سرمایه جدید با توافق با نفت برمه، اکتشاف توانست ادامه یابد. اکنون تمرکز حفاری به سمت جنوب غربی ایران تغییر کرد. محل حفاری در چیاسرخ بسته شد و تجهیزات به جنوب غربی فارس ارسال شد. سایت جدید حفاری در مسجدسلیمان ایجاد شد. بار دیگر رینولدز در این منطقه با قبایل متخاصم و جمعیت محلی با مشکلاتی مواجه شد. رینولدز اغلب مجبور بود برای محافظت از امتیاز، هزینه بالایی به آنها بپردازد و سهمی از سود را برای آنها تضمین کند. بیماری همچنین تولید را کند کرد و حتی رینولدز به دلیل آب آشامیدنی آلوده بسیار بیمار شد.
در سال ۱۹۰۷، بدون هیچ یافته عمده‌ای از نفت، دارسی بار دیگر تصمیم گرفت اکثریت سهام خود را به قیمت ۲۰۳٬۰۶۷ پوند نقد و ۹۰۰٬۰۰۰ پوند سهام به نفت برمه بفروشد. این بدان معنا بود که برمه اکثریت سهام دارسی را در شرکت بهره‌برداری به دست آورد.

### کشف بزرگ
پس از افزایش هزینه‌ها، تأمین مالی مستمر از نفت برمه و نتایج بسیار اندک در سال ۱۹۰۸، برمه نیز با توجه به کمی مقدار تجاری نفت، نامه‌ای به رینولدز فرستاد تا سرعت تولید را کاهش دهد و تجهیزات را بسته‌بندی کند زیرا پروژه تقریباً به پایان رسیده‌است.درست زمانی که نامه به سمت رینولدز می‌رفت، در ساعت ۴ صبح روز ۲۶ مه ۱۹۰۸، مردم حاضر در محل با فریادهایی از خواب بیدار شدند، زیرا یک فوران نفت ۱۶ متری از دکل حفاری بالا می‌زد. در نهایت مقادیر تجاری نفت در سایت مسجدسلیمان پیدا شده‌بود.

## ایجاد شرکت نفت ایران و انگلیس
در سال ۱۹۰۹، اندکی پس از یافتن مقادیر تجاری، نفت برمه با فکر ساخت شرکتی جدید برای اجرای امتیاز، شرکت نفت انگلیس و ایران را ایجاد کرد. نفت برمه کنترل و اکثریت سهام عادی را حفظ کرد. دارسی هزینه‌های اکتشاف خود را جبران کرد و مدیر شرکت جدید شد.

## روش نادرست محاسبه سهم ایران
یکی از دلایلی که سرانجام پس از دو دهه باعث شد رضاشاه قرارداد را در آتش بیندازد روش محاسبه سهم ایران بود که ابتدا سود خالص شرکت را بعداز کسر هزینه‌هایی مثل حقوق پرسنل و حمل و نقل و هزینه‌های استخراج محاسبه، سپس ۳۳ درصد مالیات دولت انگلیس را کم می‌کردند و چون شرکت در انگلیس ثبت شده و دفتر مرکزی در آنجا بود، در نهایت سهم ایران را از ۶۷ درصد باقیمانده محاسبه می‌کردند؛ یعنی سهم ایران ۱۶٪ از ۶۷٪ یا حدود ۱۱٪ از سود خالص می‌شد که این با متن قرارداد مغایرت داشت؛ سهم ایران یک سوم میزانی بود که به دولت انگلیس پرداخت می‌شد؛ مثلاً در سال ۱۹۳۱ برابر با ۱۳۱۰ خورشیدی شرکت حدود سه میلیون لیره سود خالص نشان داده بود و از این مبلغ یک میلیون لیره مالیات به دولت انگلیس داده بود درحالی‌که سهم ایران حدود ۳۳۶ هزار لیره بود.

## ابطال قرارداد و ملی شدن نفت
سهم ایران از سود خالص مبلغ بسیار ناچیزی بود که حتی از مبلغ پرداختی شرکت (که در انگلیس ثبت شده بود) به دولت انگلیس بابت مالیات بردرآمد بسیار کمتر بود. پس از رکود بزرگ در اوایل دهه ۱۹۳۰ میلادی بازار نفت نیز دچار رکود شد که باعث شد این ناچیز بودن خود را بیشتر بنمایاند تا جایی که در سال ۱۳۱۱ یا ۱۹۳۲ شرکت تنها سه‌چهارم مبلغ سال قبل را به ایران پرداخت کرد و معلوم شد دولت انگلیس یک میلیون لیره مالیات برداشته درحالی‌که سهم ایران حدود ۳۳۶٬۰۰۰ لیره شده‌است. رضاشاه در واکنش به این موضوع قرارداد را یکسویه لغو کرد و آن را آتش زد. دولت انگلستان با ارسال نامه‌ای به این موضوع شکایت و تهدید کرد که به دیوان لاهه شکایت خواهد برد و دارایی‌های خارجی ایران را ضبط خواهد کرد. اما ایران با توجه به اینکه موضوع را خارج از دستور این دیوان می‌دانست به این تهدید توجهی نکرد. در نهایت موضوع به جامعه ملل کشیده شد و در آنجا وزیر خارجهٔ چکسلواکی مأمور حل و فصل مناقشه شد و با پیشنهاد او دو کشور به گفتگو نشستند و قرارداد جدیدی را تنظیم کردند. مذاکرات در ۱۳۱۲ آغاز شد و به قرارداد ۱۹۳۳ انجامید.پس از قرارداد ۱۹۳۳ هنوز ادعاهای ایران بر سهم ۱۶ درصدی در شرکت‌های تابعه وجود داشت اما سرانجام این ادعا در دوران نخست‌وزیری دکتر محمد مصدق از دستور خارج و نفت ایران ملی شد.
در ۲۷ نوامبر ۱۹۳۲ امتیاز نفت دارسی توسط رضاشاه لغو شد و در سال ۱۹۳۳ مورد مذاکره مجدد قرار گرفت. با این حال دلایل لغو و مذاکره مجدد موضوعی است که در بین مورخان مورد بحث است. سرانجام در سال ۱۹۵۱ امتیاز دارسی برای همیشه لغو شد و نفت ایران ملی شد.
جیمز بامبرگ معتقد است که سال‌های انگلیس و ایران، لغو امتیاز دارسی توسط رضاشاه در ۱۹۳۲ و مذاکره برای امتیاز جدید در سال ۱۹۳۳ ناشی از بحران اقتصاد جهانی بود. رکود دهه ۱۹۳۰ باعث کاهش تقاضای نفت، کاهش سود و عدم پرداخت حق امتیاز دارسی به ایران شد. اما به گفته استفانی کرونین بهانه بامبرگ مبنی بر اینکه «نوسانات اقتصادی… منجر به بی‌ثباتی امتیاز شد» راهی برای منحرف کردن مسئولیت و توجه از رویه‌های تجاری شرکت نفت انگلیس و ایران، سیاست مالی بریتانیا و نگرش گسترده‌تر ایرانیان نسبت به شرکت، و نسبت دادن مشکل به چیزی که شرکت هیچ کنترلی روی آن نداشت نیست و قطعاً بحران ملی شدن سال ۱۹۵۱ را توضیح نمی‌دهد، زیرا سود در سال ۱۹۵۰ به اوج خود رسید و سود سهام از سال ۱۹۴۶ تا زمان ملی شدن در سال ۱۹۵۱ به‌طور مداوم بالا بود. یکی از اقدامات تجاری شرکت نفت انگلیس و ایران که منجر به لغو و مذاکره مجدد امتیاز نفت دارسی بین سالهای ۱۹۳۲ و ۱۹۳۳ شد، نمایندگی ایران در شرکت نفت انگلیس و ایران بود. رضاشاه خواستار قرار گرفتن ایرانیان بیشتر در مناصب ارشد بود. قبل از مذاکره مجدد، تقریباً تمام کارکنان شرکت ایرانی بودند، در حالی که تقریباً به اندازه سرکارگرهای ایرانی، سرکارگران هندی وجود داشتند و تنها تعداد کمی از پست‌های ارشد کارکنان در اختیار ایرانی‌ها بود. رویه تجاری شرکت نفت انگلیس و ایران که بیشترین تأثیر را بر لغو و مذاکره مجدد ۱۹۳۲–۱۹۳۳ داشت، روشی بود که شرکت سود خود را محاسبه می‌کرد سپس بر اساس آن ۱۶ درصد حق امتیاز به ایران داده می‌شد. مشکل این بود که این مبلغ شرکت سود شرکتهای تابعه تأسیس شده توسط شرکت را در بر نمی‌گرفت، اعتقاد بر این بود که ایران محق است زیرا سرمایه‌گذاری انجام شده در این شرکت‌های تابعه همه از فروش نفت ایران به دست آمده‌است و ایران از ابتدا سهامدار شرکت بوده‌است. این شرکت میلیون‌ها پوند برای گسترش فعالیت‌های خود در داخل و خارج از ایران، ساخت پالایشگاه‌ها در سرتاسر جهان، ایجاد سازمان بازاریابی و ناوگان نفت‌کش‌های عظیم و توسعه منابع جدید سرمایه‌گذاری کرده‌بودکه در نهایت با ایران رقابت می‌کرد. مسئله دیگر فروش نفت به نیروی دریایی بریتانیا با نرخ‌های بسیار پایین بود که پس از تغییر سوخت نیروی دریایی انگلیس از زغال به نفت اتفاق افتاده بود. عدم ارائه حساب تلفیقی از سود شرکت، و تنها نماینده دولت ایران می‌توانست به اطلاعاتی دسترسی پیدا کند که سهام‌داران به آن دسترسی داشتند. این دولت ایران را از آگاهی از سود واقعی شرکت بازمی‌داشت. ناتوانی ایران در دسترسی کامل به دفاتر شرکت، هرگونه امکانی را از دولت ایران برای تأیید یا رفع سوءظن در مورد روش‌های محاسبه سود و حق‌الامتیاز سلب می‌کرد. سیاست‌های مالی بریتانیا که روابط ایران را با شرکت نفت انگلیس و ایران وخیم‌تر کرد، به مالیات بر سود شرکت‌ها مربوط می‌شد، که نشان می‌داد این شرکت بیشتر از آنکه به عنوان حق‌الامتیاز به ایران می‌پردازد، به بریتانیا مالیات می‌پردازد. در سال ۱۹۵۰، شرکت بیش از ۳۶ میلیون پوند به انگلیسی‌ها و تنها اندکی بیش از ۱۶ میلیون پوند به ایران به عنوان حق امتیاز و مالیات پرداخت کرد.
دلایل ملی شدن نفت ایران در سال ۱۹۵۱ فقط مالی نبود. پس از جنگ جهانی اول و تا دهه ۱۹۲۰ و اوایل دهه ۱۹۳۰، ایرانیان قانونی بودن امتیاز را زیر سؤال بردند و استدلال کردند که این امتیاز تحت حکومتی اعطا شده بود که دیگر قدرت نداشت و در آن نهادهای نمایندگی در ایران وجود نداشت. این استدلال قانونی مجدداً در اواخر دهه ۱۹۴۰ مطرح شد، اما مبتنی بر این واقعیت بود که قرارداد ۱۹۳۳ به روشی غیرقانونی توسط دیکتاتور اعطا شده‌است. شیوه مغایر با قانون اساسی اعطای امتیاز مورد مذاکره مجدد در سال ۱۹۴۷ آشکار شد، زمانی که حسن تقی‌زاده، سیاستمدار ایرانی، در حال دفاع از خود در برابر اتهامات خیانت به دلیل امضای امتیاز ۱۹۳۳ بود و فاش کرد که امتیاز مورد مذاکره مجدد تحت فشار و اجبار امضا شده و رضاشاه تصمیم نهایی را گرفته بود.